# Quintessential Player
Quintessential Player (abreviado QMP y anteriormente QCD) es un reproductor multimedia freeware y multiformato desarrollado por Paul Quinn.
Quintessential Player comenzó en 1997 como un reproductor de CD para Windows, cuando era conocida como Quintessential CD Player (de ahí el apodo 'QCD' asociado con el reproductor). A través de los años, Quintessential Player obtuvo el soporte para la reproducción de archivos MP3 y otros formatos de audio, reproducción de vídeo, y una biblioteca de medios opcional se agregó al reproductor. Este último dio lugar a la utilización del nombre Quintessential Media Player, o QMP, para abreviar. La Revista PC World ha nombrado a Quintessential Player como una de sus opciones para el 'Mejor reproductor de PC', y también ha sido seleccionada para su inclusión en la lista Pricelessware de los mejores freeware.

## Características
Quintessential Player soporta de forma nativa:
- MP3, Ogg, WAV y reproducción de CD
- La Reproducción de vídeo con la ayuda de códecs externos
- CD RIP de álta velocidad
- Codificación MP3
- Streaming De Audio
- Edición De Etiquetas
- Gracenote CDDB
- Crossfading y ecualización
- Múltiples visualizaciones
- Skins y Plugins

Una amplia gama de formatos de audio pueden reproducirse a través de la utilización de plugins, soporte de audioscrobbler (también se suministra a través de un plugin) y muchos más pieles que permite la personalización de la interfaz del reproductor se pueden obtener a partir del sitio web oficial de Quinnware.
Quintessential Player también tiene totalmente funcional el soporte para perfiles de Windows y no requiere una ejecución como administrador para que se ejecute correctamente.